# Saint-Benoît-du-Lac
Saint-Benoît-du-Lac es una comunidad de 50 habitantes que forma parte del municipio regional del condado de Memphrémagog en la región de los municipios del este de  Quebec. Solo comprende una abadía, una fábrica de queso y las tierras circundantes inmediatas.

## Demografía

### Población
Tendencia de la población:
| Censo | Población | Cambio (%) |
| ----- | --------- | ---------- |
| 2011  | 50        | 4.2%       |
| 2006  | 48        | 2.1%       |
| 2001  | 47        | 11.3%      |
| 1996  | 53        | 7.0%       |
| 1991  | 57        | N/A        |

### Idioma
Lengua materna (2011) 
| Idioma               | Población | Porcentaje (%) |
| -------------------- | --------- | -------------- |
| Solo francés         | 40        | 72,7%          |
| Solo inglés          | 10        | 18,2%          |
| Idiomas no oficiales | 5         | 9,1%           |